# Henry Sheffer
Henry Maurice Sheffer (Ucraina, 1883 – 1964) è stato un logico e matematico statunitense, professore presso l'Università di Harvard.
Dedicatosi per gran parte della vita alle ricerche sui Fondamenti di matematica, la sua fama è dovuta per l'aver introdotto in logica matematica, nel 1913, l'operatore che prende il suo nome (operatore di Sheffer, detto anche negazione alternativa), espresso formalmente in questo modo: (...|...); ad esempio p|q, il quale è sempre vero eccetto il caso in cui entrambi gli enunciati siano veri.
La negazione alternativa costituisce da sé una potente base di connettivi; infatti, viene assunta per definire il linguaggio di NF.